# Слов'янська книга Еноха
Слов'янська книга Еноха (Єноха) — апокрифічний текст, ймовірна дата створення котрого — I століття нашої ери. Відомий лише в пізніших списках старослов'янською мовою, звідки й назва. Інші назви — Друга книга Еноха і Книга таємниць Еноха. В книзі описується апокрифічна космогонія, в тому числі відвідання Енохом семи небес і зустріч з Богом. Книга написана від імені Еноха анонімним автором. Вона поділяє спільні ідеї з Першою та Третьою книгами Еноха.

## Історія
Книга ймовірно написана в VII ст., але заснована на давніших єврейських текстах I ст. Оскільки там згадуються паломництва і ритуали в Єрусалимському храмі, то першоджерело було написане не пізніше 70 року (коли храм був зруйнований римлянами). Первісний варіант, як можна судити з написання імен дійових осіб, був грецькомовним. Окремі частини, можливо, засновані на текстах івритом. Однак, на відміну від першої Книги Еноха, Слов'янська створена єдиним автором, який намагався впорядкувати різнорідні апокрифічні тексти про Еноха. Оскільки ідеї книги спільні з ідеями Філона та інших еллінізованих євреїв, можна припускати, що автор теж був євреєм, який жив у Єгипті.
Рукописи Слов'янської Книги Еноха знайдені в Російській імперії та Сербії старослов'янською (староболгарською) мовою. В 1859 році в Московській синодальній бібліотеці церковний історик, протоієрей Олександр Горський та церковний історик Капітон Невоструєв виявили фрагмент рукопису XV ст., який визнали текстом, що не є просто перекладом Книги Еноха. Історик Олександр Попов у 1869 році опублікував додаткові фрагменти, а в 1880 — повний текст, знайдений, за його словами, в Полтаві в бібліотеці бізнесмена, бібліофіла Олексія Хлудова. Полтавський рукопис був переписаний у 1679 році зусиллями єромонаха Генадія, ігумена тамтешнього православного Хрестовоздвиженського монастиря. Судячи з передмови, рукопис, з якого зроблено цей список, присвячений князеві Олександру Острозькому, сину Костянтина Острозького, що ініціював перший друк Біблії церковнослов'янською мовою.
В 1884 році сербський учений Стоян Новакович опублікував новий список Книги Еноха, виявлений у Белградській народній бібліотеці, що представляє коротшу версію тексту, знайденого Поповим. Всього відомо 9 великих фрагментів книги та 9 малих, написаних від XIV по XVIII ст., а також багато уривків, які можуть асоціюватися з Книгою Еноха.
У 1896 році переклад англійською виконав славіст Вільям Морфіль на основі списку, опублікованого Поповим, з варіантом короткого списку Новаковича. Одночасно вийшов переклад німецькою, здійснений теологом Натаніелем Бонвечем, в основі якого список Попова, але з зазначенням різниці, порівняно з варіантом Новаковича.

## Зміст

### Розділи
Слов'янська Книга Еноха має спільні ідеї з першою Книгою Еноха в описі апокаліптичних видінь і космології. Проте вона такою мірою відрізняється, що може вважатися окремим твором. Складається з трьох частин:
- Перша частина (розділи 1–21) розповідає про подорож старозавітного патріарха Еноха, предка Ноя, сімома ярусами небес у супроводі двох янголів. У перший день нового року двоє сяйливих янголів узяли Еноха на Небо й провели до престолу Бога.
- Другий розділ (розділи 22–38) пояснює отримання Енохом таємної мудрості від Бога. Він 30 днів і 30 ночей записує астрономічні знання під диктування архангела Уриїла. Далі Енох сідає ліворуч від Бога та дізнається від Нього історію світу.
- Третій розділ (розділи 39–68) містить поради Еноха своїм синам і розповідь про його життя, закінчуючи вознесінням Еноха на Небеса.

Книга примітна тим, що описує присутність зла на Небесах. По-перше це бунтівні янголи на другому небі. По-друге — розташування Пекла на третьому небі, можливо, пов'язане з думкою, що задоволення праведників на Небесах збільшиться від споглядання страждань нечестивців. Примітно, що слово «пекло» жодного разу не згадується в книзі.
Сам Енох наприкінці подорожі переживає преображення: його одяг змінюється на одяг зі світла і таким чином Енох набуває того стану, який мали люди до гріхопадіння. Коли наводяться Божі слова щодо створення Адама, тіло першої людини описується як гармонійне поєднання різних стихій.

### Космологія
- Перше небо населяють 200 ангелів, які керують рухомими зірками (планетами). Там містяться сховища хмар, снігу й роси, а також море «більше моря земного».
- Друге небо слугує темною в'язницею для боговідступників і янголів, які відвернулися від Бога.
- Третє небо містить прекрасний сад, призначений для проживання праведників. Там росте Дерево життя, на якому відпочиває Бог. Але також на третьому небі є місце на півночі, відмежоване вогненною річкою. За нею янголи карають грішників; у місці покарання є лише або нестерпний жар, або холод. Серед грішників згадуються ті, хто займалися содомією, магією, ворожбою, а також ті, хто хвалилися своїми лихими справами; байдужі до чужого горя та здирники; ідолопоклонники, що поклоняються людським витворам замість Бога.
- Четверте небо містить Сонце та Місяць і брами для їх появи над світом. Сонце рухається на колісниці двома птахами. Згадується, що сонячне світло всемеро сильніше за місячне.
- П'яте небо — це місце, де перебувають 200 тис. вартових велетенського зросту. Ще це місце, де відбувають покарання янголи, котрі до Потопу навчили людей гріховних занять (григорі).
- Шосте небо населяють янголи, що керують рухом небесних світил і порами року. Інші янголи записують на цьому небі всі справи людей. Кожен народ має на шостому небі свого янгола. Фенікси, херувими та чудесні звірі співають там хвалу Богу.
- Сьоме небо є місцем, де стоїть престол Бога. Численні янголи співають Богу хвалу.

Деякі варіанти містять описи восьмого та дев'ятого неба. На восьмому містяться зодіакальні сузір'я, а на дев'ятому перебуває сам Бог.